# Tabernaemontana corymbosa
Tabernaemontana corymbosa är en oleanderväxtart som beskrevs av William Roxburgh och Nathaniel Wallich. Tabernaemontana corymbosa ingår i släktet Tabernaemontana och familjen oleanderväxter. Inga underarter finns listade i Catalogue of Life.